# 遙空
遙空（日语：／ Haruka Sora）是日本女性聲優。主要為成人遊戲配音。
2018年8月29日開設自己的YouTube頻道，並開始擔任虛擬YouTuber。

## 演出作品
2011年
- With Ribbon（日向遙[3]）

2012年
- 魔女的花園（雪村涼乃[4]）
- （倉野繪麻[5]）
- 天晴！天下御免［祭］（日语：あっぱれ!天下御免）（中城勇巳[6]）
- 戀劍少女（市倉千春）

2013年
- 大圖書館的牧羊人（鈴木佳奈[7]）
- Magical Charming!（夏本諷歌[8]）
- 請認真的和我戀愛！！A-2（黛由紀江、松風）※代役
- Berry's（森久保由那[9]）

2014年
- 請認真的和我戀愛！！A-3（雪拉·可倫坡）
- PRIMAL×HEARTS（倉賀野聖良[10]）
- 她的聖域（秋善冬華）
- 近月少女的礼仪2（大蔵瑠美音）
- 淑女同萌！（音無朔）
- 淑女同萌！ -New Division-（音無朔）

2015年
- （石神虎鐵[11]）
- 魔女的夜宴（因幡巡[12]）
- 甜蜜戀愛糖漿 ～以羞恥戀心為甘神大人準備的戀之祭典～（饅頭大人）
- 花咲Workspring！（不知火祈[13]）
- 姊小路直子與銀色死神（劍持菜種）
- 妹妹的聖域（秋善冬華）
- （星置璃良）
- 想要傳達給你的愛戀（新堂彩音）
- 從這開始的夏色純潔！（久萬里壽）[14]

2016年
- はにかみCLOVER（日语：はにかみCLOVER）（周防愛美瑠[15]）
- 野良與皇女與流浪貓之心（黑木未知）[16]
- 間宮家的五胞胎事情（四條院莉里香）[17]
- 編織時間的約定（澤村唯依）
- 戰國†戀姬X（足利 一葉 義輝）
- D.S. -Dal Segno-（神月依愛）[18]
- 千戀＊萬花（朝武芳乃）
- 千之刃濤、桃花染之皇姬（宮國朱璃）
- 學校的聖域（秋善冬華）
- 第三次初戀（楠乃葉海咲、鈴）[19]

2017年
- 星戀＊閃爍（鳴瀨川凪）
- 人氣聲優的養成方法（瀨能逸美）[20]
- 櫻花裁決（日语：桜花裁き）（河合小梅）[21]
- 清澄如鏡之水面上！（山神水緒里）[22]
- 指望神明太多我的未來不太妙。（坂白花夜）[23]
- D.S. i.F. -Dal Segno-in Future（神月依爱）
- 春音Alice＊Gram（白羽優理）
- 大小姐無法變坦率（柊木惠梨香）
- 真・戀姬†夢想-革命- 蒼天的霸王（靈帝）[24]
- 金輝戀曲四重奏（妃玲奈[25]）

2018年
- RIDDLE JOKER（二條院羽月）
- 大小姐無法變坦率～只給最喜歡的你～（柊木惠梨香）
- Tenpure!!（藤宮凜音）
- 真・戀姬†夢想-革命- 孫吳的血脈（靈帝）
- 封缄之都古拉塞斯塔（尤莉希亞）
- 言葉飄落的夏日風鈴（野原優）

2019年
- Happiness!2 Sakura Celebration（九重楓子）
- 金輝戀曲四重奏 -Golden Time-（妃玲奈）
- 白戀SAKURA*GRAM（白羽優理）
- 真・戀姬†夢想-革命- 劉旗的大望（靈帝）

2020年
- 被神與惡魔給盯上的男人《SHUFFLE！episode 2》（莉慕斯）

2023年
- 天使☆囂囂 RE-BOOT！（星河輝耶[26]）